# Víktor Korabliov
Víktor Korabliov –en ruso, Виктор Кораблёв– (16 de octubre de 1982) es un deportista ruso que compitió en lucha grecorromana. Ganó una medalla de oro en el Campeonato Europeo de Lucha de 2005, en la categoría de 55 kg.

## Palmarés internacional
| Campeonato Europeo | Campeonato Europeo | Campeonato Europeo | Campeonato Europeo |
| Año                | Lugar              | Medalla            | Categoría          |
| ------------------ | ------------------ | ------------------ | ------------------ |
| 2005               | Varna (Bulgaria)   | Medalla de oro     | 55 kg              |